# Mesentério
O mesentério (do grego μεσεντέριον) é um órgão em forma de leque que dá suporte ao jejuno e ao íleo. Faz parte do peritônio, sendo formado por tecido conjuntivo denso extraperitoneal, vasos sanguíneos, nervos e vasos e gânglios linfáticos. Na fase embrionária o peritônio é dividido em dois mesentérios -ventral e dorsal, mas, o mesentério ventral gradualmente desaparece deixando apenas a parte caudal do intestino anterior. A fronteira intestinal do mesentério é de cerca de seis metros e meio de comprimento. 
Em pessoas corpulentas, o mesentério, assim como o omento, contém uma quantidade excessiva de gordura. Este aumento de peso do tecido mesentérico tende a alongá-lo irregularmente e, portanto, predispõe a uma hérnia.
Em 2017, o Mesentério foi classificado como um órgão do corpo humano, pelo fato de terem sido reveladas características anatômicas e funcionais distintivas que justificam a reclassificação.

## Estrutura
A raiz do mesentério é de cerca de 15 centímetros de comprimento, e é ligado à parede posterior da cavidade abdominal. A linha de fixação da raiz do mesentério é oblíqua. Estende-se do final do duodeno, próximo a borda inferior do pâncreas até o lado esquerdo da segunda vértebra lombar, para a base do ceco, o qual é na fossa ilíaca direita , perto da articulação sacro-ilíaca direita.

### Mesentério Dorsal do Esôfago
No esôfago ocorre a fusão do mesentério dorsal com o septo transverso e as membranas pleuroperitoneais. No mesentério dorsal do esôfago crescem os mioblastos se desenvolve em Crura do Diafragma, que é um par de feixes musculares divergentes em formas de pernas que cruzam o plano mediano em posição anterior à aorta.

### Mesentério do Estômago
Mesogástrio dorsal primitivo é a parte que une o estomago e o duodeno ao fígado e à parede ventral da cavidade abdominal.

### Mesentério ventral
O mesentério delgado ventral origina duas estruturas:
- O omento menor, que divide-se em ligamento hepatogástrico (estende-se do fígado à pequena curvatura do estomago) e ligamento hepatoduodenal ( porção do fígado ao duodeno).
- O ligamento falciforme que compreende a região do fígado à parede abdominal ventral.

## Irrigação

Artéria Mesentérica Inferior

Entre os dois folhetos peritoneais passam, dentro de uma camada de gordura, os elementos que chegam ou partem do intestino delgado: como a artéria mesentérica superior que origina-se da parte abdominal da aorta descendente e se ramifica em artérias jejunais e ileais. Esta é responsável por irrigar todo o intestino delgado, exceto a parte superior do duodeno; também irriga o cécum, colo ascendente e uma porção do colo transverso; a veia mesentérica superior este vaso drena o íleo e o jejuno. A veia mesentérica superior e a veia esplênica sofrem anastomose e dão origem a veia porta hepática; e a veia mesentérica inferior e os seus ramos. 

## Vasos e Gânglios Linfáticos

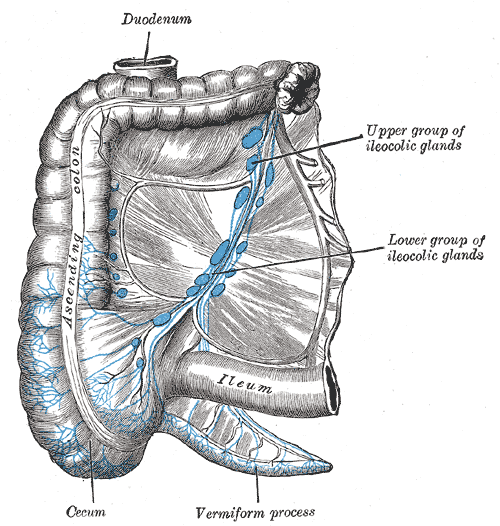
Linfonodos do Cécum e Apêndice Vermiforme

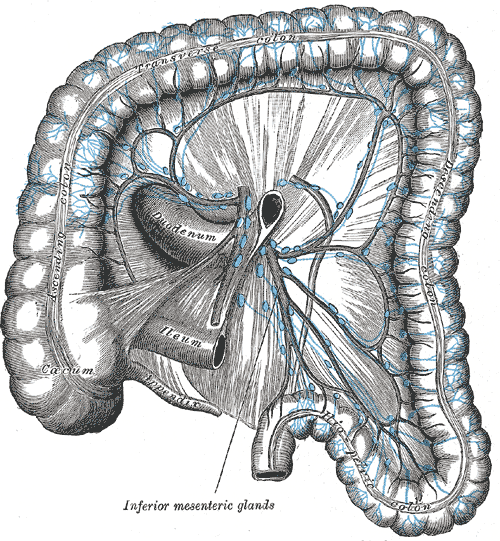
Linfonodos do Intestino Grosso

A principal divisão da porção linfática superior do mesentério é em Glândulas Mesentérica, Glândulas Ileocólicas e Glândulas Mesocólicas. A parte inferior é constituída por pequenas glândulas de artérias nos ramos cólicos esquerdo e sigmoide; e um grupo do mesocolo sigmoide. Os vasos linfáticos especializados nas vilosidades intestinais que absorvem gordura são denominados lactíferos devido a aparência esbranquiçada do fluido que contem durante a digestão intestinal. A linfa atravessa no mesentério sequencialmente três tipos de linfonodos que são, os linfonodos juntaintestinais, linfonodos mesentéricos e linfonodos centrais superiores.

## Inervação
No plexo nervoso mesentérico superior passam as fibras simpáticas do jejuno e íleo. As fibras simpáticas pré-ganglionares fazem sinapse nos corpos celulares dos neurônios simpáticos pós-ganglionares, gânglios celíacos e mesentérico superior. As fibras parassimpáticas nos nervos para o jejuno e íleo provêm dos troncos vagais posteriores. As fibras parassimpáticas pré-ganglionares fazem sinapse com os neurônios parassimpáticos pós-ganglionares nos plexos mioentérico e submucoso na parede intestinal.
A estimulação simpática é responsável pela redução da ação peristáltica e secretora do intestino e atua como um vasoconstrictor, reduzindo ou interrompendo a digestão e disponibilizando sangue para "fugir ou lutar". Enquanto que o estimulo parassimpático aumenta a atividade peristáltica e secretora do intestino, restaurando o processo de digestão após uma reação simpática. Apesar de possuir fibras sensitivas o intestino delgado é insensível á maioria dos estímulos dolorosos, por exemplo incisão e queimadura; entretanto é sensível à distensão que é percebida como cólica.      

## Patologias do Mesentério
- Linfangioma Cístico
- Mesotelioma Cístico
- Pseudocisto Pancreático
- Cisto Hidático
- GIST (Gastrointestinal Stromal Tumor) Tumor Estromal Gastrointestinal.

## Reclassificação
Em novembro de 2016 foi publicada na renomada revista científica britânica The Lancet Gastroenterology & Hepatology uma reclassificação desse ligamento para um órgão. Como referiu J. Calvin Coffey pesquisador do University Hospital Limerick, na Irlanda, responsável pela equipe que realizou a descoberta, "A descrição anatômica de há cem anos era incorreta. Este órgão está longe de ser fragmentado; é uma estrutura simples, contínua e única".
A reclassificação da estrutura abre caminho para novos estudos e melhor entendimento sobre sua funcionalidade.